# Хімки (станція)
Хі́мки (рос. Химки) — залізнична станція на головному ходу Жовтневої залізниці, у складі лінії МЦД-3, у міському окрузі Хімки Московської області (Ленінградський напрямок Московського залізничного вузла). За характером основної роботи є проміжною, за обсягом виконуваної роботи віднесена до 3-го класу. Найбільший за пасажиропотоком зупинний пункт міста (річний пасажиропотік в 2012 році склав 3,0 млн осіб).
Назва станції збігається з назвою міста Хімки.
На станції одна пасажирська платформа острівного типу і дві берегових, які обслуговують чотири колії, одна з берегових платформ (перша) зміщена у бік області (ще одна острівна платформа № 2 розібрана в серпні 2014 роки). Вони з'єднані підземним переходом, він же служить і для переходу з однієї частини міста в іншу. Платформи не обладнані турнікетами.
Приміські потяги на Москву відправляються, як правило, з першої платформи, іноді — з третьої. З Москви — потяги прибувають, як правило, на нову, відкриту в 2013 році, четверту платформу.
Над станцією, на північний захід від пасажирських платформ, розташований шляхопровід вулиці Маяковського, що переходить в проспект Миру. Над західною горловиною станції знаходиться шляхопровід вулиці Рєпіна. На південний схід від станції колії перетинають по мосту канал імені Москви. На північний схід від платформ знаходиться парк імені Л. М. Толстого.
Потяги далекого прямування на станції не зупиняються.
Від станції відходять декілька залізничних колій до промислових підприємств міста.
Допоміжні станційні колії використовуються в денний час для відстою деяких поїздів, що курсують за маршрутом Москва-Санкт-Петербург.
Раніше станція Хімки була зонною, що була першим з кінцевих пунктів слідування приміських поїздів з Ленінградського вокзалу м Москви. З літа 2009 року по теперішній час всі потяги, для яких станція Хімки була кінцевою, прямують до станції Крюково, крім однієї пари по робочих днях.
У години найбільшого завантаження (ввечері і вранці) інтервал руху поїздів становить 12-25 хвилин, днем інтервали можуть досягати 4 — 5 годин.

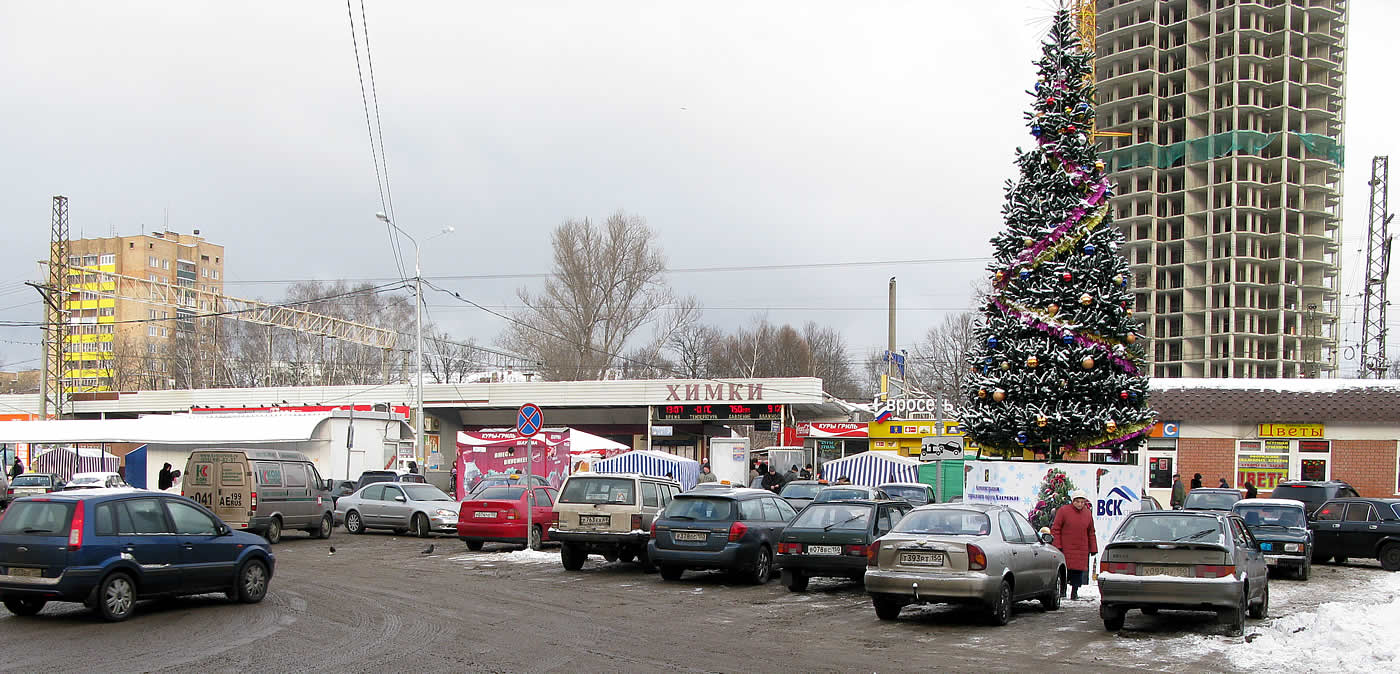
У станції Хімки (грудень 2008)